# Liste der Mitglieder des Senats im 29. Kongress der Vereinigten Staaten
Die Senatoren im 29. Kongress der Vereinigten Staaten wurden zu einem Drittel 1844 und 1845 neu gewählt. Vor der Verabschiedung des 17. Zusatzartikels 1913 wurde der Senat nicht direkt gewählt, sondern die Senatoren wurden von den Parlamenten der Bundesstaaten bestimmt. Jeder Staat wählt zwei Senatoren, die unterschiedlichen Klassen angehören. Die Amtszeit beträgt sechs Jahre, alle zwei Jahre wird für die Sitze einer der drei Klassen gewählt. Zwei Drittel des Senats bestehen daher aus Senatoren, deren Amtszeit noch andauert.
Die Amtszeit des 29. Kongresses ging vom 4. März 1845 bis zum 3. März 1847. Seine erste Tagungsperiode fand vom 1. Dezember 1845 bis zum 10. August 1846 in Washington, D.C. statt, die zweite vom 7. Dezember 1846 bis zum 3. März 1847. Vorher fand bereits vom 4. bis zum 20. März 1845 eine Sondersitzung statt.

## Zusammensetzung und Veränderungen
Im 28. Kongress saßen am Ende seiner Amtszeit 27 Whigs, 23 Demokraten und ein Senator der kurzlebigen Law and Order Party of Rhode Island, drei Sitze waren vakant. Bei den Wahlen 1844 und 1845 gewannen die Demokraten vier Sitze von den Whigs, diese wiederum gewannen einen Sitz von den Demokraten sowie den Sitz der Law and Order Party, ein Sitz in Virginia ging den Whigs verloren, weil das Parlament nicht rechtzeitig wählte. Der Kongress begann daher mit 26 Demokraten und 24 Whigs im Senat, vier Sitze waren vakant. Die Nachwahlen für die vakanten Sitze fanden bis zur ersten Sitzungsperiode statt. Da die Demokraten alle Sitze errangen, lag ihre Mehrheit anschließend bei 30 zu 24. Texas wurde als 28. Staat in die Union aufgenommen, seine beiden ersten Senatoren waren Demokraten, diese wuchsen damit im Februar 1846 auf 32 gegen 24 Whigs an. Im Juni verloren die Demokraten bei einer Nachwahl einen Sitz in New Hampshire an die abolitionistische Liberty Party, im November 1846 verloren sie einen Sitz an die Whigs, konnten im Januar 1847 aber wieder einen Sitz von diesen zurückgewinnen. Iowa wurde im Dezember 1846 als 29. Staat in die Union aufgenommen, das Parlament konnte sich aber auf keine Senatoren einigen. Damit lag die Mehrheit zum Ende des 29. Kongresses bei 31 Demokraten gegen 24 Whigs und einen Senator der Liberty Party, zwei Sitze waren vakant.

## Spezielle Funktionen
Nach der Verfassung der Vereinigten Staaten ist der Vizepräsident der Vorsitzende des Senats, ohne ihm selbst anzugehören. Bei Stimmengleichheit gibt seine Stimme den Ausschlag. Während des 29. Kongresses war George M. Dallas Vizepräsident. Im Gegensatz zur heutigen Praxis leitete der Vizepräsident bis ins späte 19. Jahrhundert tatsächlich die Senatssitzungen. Ein Senator wurde zum Präsidenten pro tempore gewählt, der bei Abwesenheit des Vizepräsidenten den Vorsitz übernahm. Am 4. März 1845 war Willie P. Mangum Präsident pro tempore, am 27. Dezember 1845 versah Ambrose H. Sevier das Amt, ohne formell dafür gewählt worden zu sein. Vom 8. August bis zum 6. Dezember 1846, vom 11. Januar bis zum 13. Januar 1847 sowie am Ende des Kongresses am 3. März 1847 und weiter im 30. Kongress bis zum 5. Dezember 1847 war David R. Atchison Präsident pro tempore.

## Liste der Senatoren
Unter Partei ist vermerkt, ob ein Senator der Demokratischen Partei, der Whig Party oder der Liberty Party angehörte. Unter Staat sind die Listen der Senatoren des jeweiligen Staats verlinkt. Die reguläre Amtszeit richtet sich nach der Senatsklasse: Senatoren der Klasse I waren bis zum 3. März 1851 gewählt, die der Klasse II bis zum 3. März 1847 und die der Klasse III bis zum 3. März 1849. Das Datum gibt an, wann der entsprechende Senator in den Senat aufgenommen wurde, eventuelle frühere Amtszeiten nicht berücksichtigt. Unter Sen. steht die fortlaufende Nummer der Senatoren in chronologischer Ordnung, je niedriger diese ist, umso größer ist in der Regel die Seniorität des Senators. Die Tabelle ist mit den Pfeiltasten sortierbar.
| Senator              | Partei   | Staat          | Klasse | Datum         | Sen. | Anmerkung                                                                                          |
| -------------------- | -------- | -------------- | ------ | ------------- | ---- | -------------------------------------------------------------------------------------------------- |
| Dixon Hall Lewis     | Demokrat | Alabama        | II     | 22. Apr. 1844 | 414  | |
| Arthur P. Bagby      | Demokrat | Alabama        | III    | 24. Nov. 1841 | 394  | |
| Chester Ashley       | Demokrat | Arkansas       | II     | 8. Nov. 1844  | 415  | |
| Ambrose H. Sevier    | Demokrat | Arkansas       | III    | 18. Sep. 1836 | 350  | Präsident pro tempore                                                                              |
| Jabez W. Huntington  | Whig     | Connecticut    | I      | 4. Mai 1840   | 380  | |
| John M. Niles        | Demokrat | Connecticut    | III    | 4. März 1843  | 344  | früher im 24. bis 25. Kongress                                                                     |
| John M. Clayton      | Whig     | Delaware       | I      | 4. März 1845  | 296  | früher im 21. bis 24. Kongress                                                                     |
| Thomas Clayton       | Whig     | Delaware       | II     | 9. Jan. 1837  | 258  | früher im 18. und 19. Kongress                                                                     |
| David Levy Yulee     | Demokrat | Florida        | I      | 1. Juli 1845  | 428  | |
| James Westcott       | Demokrat | Florida        | II     | 1. Juli 1845  | 427  | |
| John M. Berrien      | Whig     | Georgia        | II     | 14. Nov. 1845 | 264  | trat im Mai 1845 zurück gewählt als sein eigener Nachfolger früher im 19. und 27. bis 29. Kongress |
| Walter T. Colquitt   | Demokrat | Georgia        | III    | 4. März 1843  | 403  | |
| James Semple         | Demokrat | Illinois       | II     | 16. Aug. 1843 | 410b | |
| Sidney Breese        | Demokrat | Illinois       | III    | 4. März 1843  | 402  | |
| Jesse D. Bright      | Demokrat | Indiana        | I      | 4. März 1845  | 419  | |
| Edward A. Hannegan   | Demokrat | Indiana        | III    | 4. März 1843  | 404  | |
| (vakant)             |          | Iowa           | II     |               |      | |
| (vakant)             |          | Iowa           | III    |               |      | |
| James T. Morehead    | Whig     | Kentucky       | II     | 4. März 1841  | 391  | |
| John J. Crittenden   | Whig     | Kentucky       | III    | 31. März 1842 | 206  | früher im 15. und 24. bis 26. Kongress                                                             |
| Alexander Barrow     | Whig     | Louisiana      | II     | 4. März 1841  | 387  | starb am 29. Dezember 1846                                                                         |
| Pierre Soulé         | Demokrat | Louisiana      | II     | 21. Jan. 1847 | 437  | gewählt als Nachfolger von Barrow                                                                  |
| Henry Johnson        | Whig     | Louisiana      | III    | 12. Feb. 1844 | 216  | früher im 15. bis 18. Kongress                                                                     |
| John Fairfield       | Demokrat | Maine          | I      | 7. März 1843  | 409c | |
| George Evans         | Whig     | Maine          | II     | 4. März 1841  | 388  | |
| Reverdy Johnson      | Whig     | Maryland       | I      | 4. März 1845  | 423  | |
| James Pearce         | Whig     | Maryland       | III    | 4. März 1843  | 407  | |
| Daniel Webster       | Whig     | Massachusetts  | I      | 4. März 1845  | 291  | früher im 20. bis 26. Kongress                                                                     |
| Isaac C. Bates       | Whig     | Massachusetts  | II     | 13. Jan. 1841 | 384  | starb am 16. März 1845                                                                             |
| John Davis           | Whig     | Massachusetts  | II     | 24. März 1845 | 340  | gewählt als Nachfolger von Bates früher im 24. bis 26. Kongress                                    |
| Lewis Cass           | Demokrat | Michigan       | I      | 4. März 1845  | 420  | |
| William Woodbridge   | Whig     | Michigan       | II     | 4. März 1841  | 393  | |
| Jesse Speight        | Demokrat | Mississippi    | I      | 4. März 1845  | 424  | |
| Robert J. Walker     | Demokrat | Mississippi    | II     | 4. März 1835  | 342  | trat am 5. März 1845 zurück                                                                        |
| Joseph W. Chalmers   | Demokrat | Mississippi    | II     | 3. Nov. 1845  | 429  | ernannt und gewählt als Nachfolger von Walker                                                      |
| Thomas Hart Benton   | Demokrat | Missouri       | I      | 10. Aug. 1821 | 247  | |
| David R. Atchison    | Demokrat | Missouri       | III    | 14. Okt. 1843 | 411  | Präsident pro tempore                                                                              |
| Levi Woodbury        | Demokrat | New Hampshire  | II     | 4. März 1841  | 272  | trat am 20. November 1845 zurück früher im 19. bis 21. Kongress                                    |
| Benning W. Jenness   | Demokrat | New Hampshire  | II     | 1. Dez. 1845  | 430  | ernannt als Nachfolger von Woodbury                                                                |
| Joseph Cilley        | Libertya | New Hampshire  | II     | 13. Juni 1846 | 434  | gewählt als Nachfolger von Woodbury                                                                |
| Charles G. Atherton  | Demokrat | New Hampshire  | III    | 4. März 1843  | 401  | |
| William L. Dayton    | Whig     | New Jersey     | I      | 2. Juli 1842  | 399  | |
| Jacob W. Miller      | Whig     | New Jersey     | II     | 4. März 1841  | 390  | |
| Daniel S. Dickinson  | Demokrat | New York       | I      | 30. Nov. 1844 | 416  | |
| John Adams Dix       | Demokrat | New York       | III    | 18. Jan. 1845 | 418d | |
| Willie P. Mangum     | Whig     | North Carolina | II     | 25. Nov. 1840 | 310  | Präsident pro tempore früher im 22. bis 24. Kongress                                               |
| William H. Haywood   | Demokrat | North Carolina | III    | 4. März 1843  | 405  | trat am 25. Juli 1846 zurück                                                                       |
| George E. Badger     | Whig     | North Carolina | III    | 25. Nov. 1846 | 435  | gewählt als Nachfolger von Haywood                                                                 |
| Thomas Corwin        | Whig     | Ohio           | I      | 4. März 1845  | 421  | |
| William Allen        | Demokrat | Ohio           | III    | 4. März 1837  | 358  | |
| Daniel Sturgeon      | Demokrat | Pennsylvania   | I      | 14. Jan. 1840 | 377  | |
| James Buchanan       | Demokrat | Pennsylvania   | III    | 6. Dez. 1834  | 337  | trat am 5. März 1845 zurück                                                                        |
| Simon Cameron        | Demokrat | Pennsylvania   | III    | 13. März 1845 | 426  | gewählt als Nachfolger von Buchanan                                                                |
| Albert C. Greene     | Whig     | Rhode Island   | I      | 4. März 1845  | 422  | |
| James F. Simmons     | Whig     | Rhode Island   | II     | 4. März 1841  | 392  | |
| John C. Calhoun      | Demokrat | South Carolina | II     | 26. Nov. 1845 | 323  | früher im 22. bis 27. Kongress                                                                     |
| George McDuffie      | Demokrat | South Carolina | III    | 2. Dez. 1842  | 400e | trat am 17. August 1846 zurück                                                                     |
| Andrew Butler        | Demokrat | South Carolina | III    | 4. Dez. 1846  | 436  | ernannt und gewählt als Nachfolger von McDuffie                                                    |
| Hopkins L. Turney    | Demokrat | Tennessee      | I      | 4. März 1845  | 425  | |
| Spencer Jarnagin     | Whig     | Tennessee      | II     | 17. Okt. 1843 | 412  | |
| Thomas J. Rusk       | Demokrat | Texas          | I      | 21. Feb. 1846 | 433  | |
| Sam Houston          | Demokrat | Texas          | II     | 21. Feb. 1846 | 432  | |
| Samuel S. Phelps     | Whig     | Vermont        | I      | 4. März 1839  | 374  | |
| William Upham        | Whig     | Vermont        | III    | 4. März 1843  | 408  | |
| Isaac S. Pennybacker | Demokrat | Virginia       | I      | 3. Dez. 1845  | 431  | starb am 12. Januar 1847                                                                           |
| James M. Mason       | Demokrat | Virginia       | I      | 21. Jan. 1847 | 438  | gewählt als Nachfolger von Pennybacker                                                             |
| William S. Archer    | Whig     | Virginia       | II     | 4. März 1841  | 386  | |

- a) Cilley wurde nach anderen Quellen als Demokrat gewählt,[4] was aber wahrscheinlich nicht stimmt.[5]
- b) Semple trat sein Amt nach anderen Quellen erst am 4. Dezember an.[6]
- c) Fairfield trat sein Amt nach anderen Quellen erst am 4. Dezember an.[7]
- d) Dix trat sein Amt nach anderen Quellen erst am 27. Januar an.[8]
- e) McDuffie trat sein Amt nach anderen Quellen am 23. Dezember an.[9]